# Pisit Charnsnoh
Pisit Charnsnoh là nhà bảo vệ môi trường quê ở tỉnh Trang, Thái Lan. Ông là người đồng sáng lập "Hiệp hội Yadfon"" (Yadfon Association) trong năm 1985.
Ông đã được trao Giải Môi trường Goldman năm 2002, cho các nỗ lực bảo vệ các hệ sinh thái bờ biển của Thái Lan. Charnsnoh cũng là thành viên Ban "Mangrove Action Project" (Dự án hành động bảo vệ Thực vật ngập mặn) có trụ sở ở Seattle, một chi nhánh của Industrial Shrimp Action Network.